# 貝塔尼亞
貝塔尼亞是哥倫比亞的城鎮，位於該國北部，由安蒂奧基亞省負責管轄，距離首府麥德林118公里，始建於1889年，面積168平方公里，海拔高度1,550米，2005年人口10,120。
5°45′N 75°58′W / 5.750°N 75.967°W